# Nemesziosz
Nemesziosz (4. század – 5. század) ókeresztény író
A szíriai Emesa püspöke volt 400 körül. Az ember természetéről szóló munkájában a keresztény tanokat (lélek halhatatlansága, szabad akarat, isteni gondviselés stb.) ötvözi össze a neoplatonizmussal.